# 동경 48도
동경 48도(東經48度)는 본초 자오선에서 동쪽으로 48도 떨어진 경선이다. 북극점에서 시작하여 북극해, 유럽, 아시아, 아프리카, 인도양, 남극해, 남극을 거쳐 남극점에 이른다.
동경 48도는 서경 132도와 이어져 지구의 둘레를 이룬다.
북극점에서 남극점까지 동경 48도선은 다음 지역을 지나간다.
| 좌표                                                  | 나라, 지역, 해역 | 주석                                                            |
| ----------------------------------------------------- | ---------------- | --------------------------------------------------------------- |
| 북위 90° 0′ 동경 48° 0′  / 북위 90.000° 동경 48.000°  | 북극해           |                                                                 |
| 북위 80° 48′ 동경 48° 0′  / 북위 80.800° 동경 48.000° | 러시아           | 제믈랴프란차이오시파 제도의 알렉산드라섬                        |
| 북위 80° 43′ 동경 48° 0′  / 북위 80.717° 동경 48.000° | 바렌츠해         | 켐브리지 해협                                                   |
| 북위 80° 32′ 동경 48° 0′  / 북위 80.533° 동경 48.000° | 러시아           | 제믈랴프란차이오시파 제도의 알렉산드라섬                        |
| 북위 80° 4′ 동경 48° 0′  / 북위 80.067° 동경 48.000°  | 바렌츠해         | 러시아의 영토인 콜구예프섬의 서쪽 해역을 통과함                 |
| 북위 67° 38′ 동경 48° 0′  / 북위 67.633° 동경 48.000° | 러시아           |                                                                 |
| 북위 50° 9′ 동경 48° 0′  / 북위 50.150° 동경 48.000°  | 카자흐스탄       |                                                                 |
| 북위 47° 46′ 동경 48° 0′  / 북위 47.767° 동경 48.000° | 러시아           |                                                                 |
| 북위 45° 42′ 동경 48° 0′  / 북위 45.700° 동경 48.000° | 카스피해         |                                                                 |
| 북위 42° 24′ 동경 48° 0′  / 북위 42.400° 동경 48.000° | 러시아           |                                                                 |
| 북위 41° 24′ 동경 48° 0′  / 북위 41.400° 동경 48.000° | 아제르바이잔     |                                                                 |
| 북위 39° 41′ 동경 48° 0′  / 북위 39.683° 동경 48.000° | 이란             |                                                                 |
| 북위 31° 0′ 동경 48° 0′  / 북위 31.000° 동경 48.000°  | 이라크           | 동쪽으로 3 km 정도 떨어져 있는 이란 국경과 나란히 흐른다.       |
| 북위 30° 0′ 동경 48° 0′  / 북위 30.000° 동경 48.000°  | 쿠웨이트         |                                                                 |
| 북위 29° 34′ 동경 48° 0′  / 북위 29.567° 동경 48.000° | 페르시아만       | 쿠웨이트만                                                      |
| 북위 29° 23′ 동경 48° 0′  / 북위 29.383° 동경 48.000° | 쿠웨이트         | 쿠웨이트시티를 통과한다.                                        |
| 북위 28° 32′ 동경 48° 0′  / 북위 28.533° 동경 48.000° | 사우디아라비아   |                                                                 |
| 북위 17° 51′ 동경 48° 0′  / 북위 17.850° 동경 48.000° | 예멘             |                                                                 |
| 북위 14° 3′ 동경 48° 0′  / 북위 14.050° 동경 48.000°  | 인도양           | 아덴만                                                          |
| 북위 11° 7′ 동경 48° 0′  / 북위 11.117° 동경 48.000°  | 소말리아         |                                                                 |
| 북위 4° 31′ 동경 48° 0′  / 북위 4.517° 동경 48.000°   | 인도양           | 세이셸의 영토인 아스토브섬의 동쪽을 지남                        |
| 남위 13° 32′ 동경 48° 0′  / 남위 13.533° 동경 48.000° | 마다가스카르     |                                                                 |
| 남위 22° 12′ 동경 48° 0′  / 남위 22.200° 동경 48.000° | 인도양           |                                                                 |
| 남위 60° 0′ 동경 48° 0′  / 남위 60.000° 동경 48.000°  | 남극해           |                                                                 |
| 남위 67° 17′ 동경 48° 0′  / 남위 67.283° 동경 48.000° | 남극             | 오스트레일리아령 남극 지역, 오스트레일리아가 영유권을 주장한다. |

## 같이 보기
- 동경 47도
- 동경 49도